# Ђаво (тарот карта)
Ђаво (XV) је петнаести адут или карта Велике Аркане у већини традиционалних тарот шпилова. Користи се у игрању тарот игара као и приликом прорицања.

## Симболизам
Према књизи А. Е. Вејта из 1910. године, Сликовни кључ тарота, карта Ђаво носи неколико гатачких асоцијација:
15. ЂАВО. — Опустошење, насиље, жестина, изузетни напори, сила, смртност; оно што је предодређено али због тога није зло. Обрнуто: Зла фаталност, слабост, ситничавост, слепило.
У шпилу Рајдер–Вејт–Смит, Ђаво је делимично изведен из чувене илустрације Елифаса Левија „Бафомет“ у његовој књизи Догма и ритуал високе магије фр. Dogme et Rituel de la Haute Magie  (1855). У шпилу Рајдер–Вејт–Смит, Ђаво има стопала харпије, овнујске рогове, крила слепог миша, обрнути пентаграм на челу, подигнуту десну руку и спуштену леву руку која држи бакљу. Чучи на четвртастом постољу. Два гола демона (један мушкарац, једна жена) са реповима стоје оковани за постоље. Левијев Бафомет има крила слепог миша, козје рогове, подигнуту десну руку, спуштену леву руку, груди и бакљу на глави, а комбинује и људске и зверске особине. Многи модерни тарот шпилови приказују Ђавола као створење налик Сатиру. Према Вејту, ђаво стоји на олтару.
У тарот шпиловима пре Елифаса Левија, као што је Марсељски тарот, ђаво је илустрован са женским грудима, лицем на стомаку, очима на коленима, лављим стопалима и мушким гениталијама. Такође има крила налик на слепог миша, рогове, подигнуту десну руку, спуштену леву руку и штап. Два створења са роговима, копитима и реповима везана су за његово округло постоље.
Карта Ђаво је повезана са планетом Сатурн и одговарајућим хороскопским знаком Земље, тј. Јарцем.

## Путовање Велике аркане
Карте Велике аркане говоре причу која се зове Лудино путовање, почевши од Луде (0) и завршавајући се Светом (XXI). Ђаво долази после четрнаесте карте Велике аркане, Умереност. Ђаво представља умешаност Луде у економски материјализам и самозадовољство.